# Arganddiagram

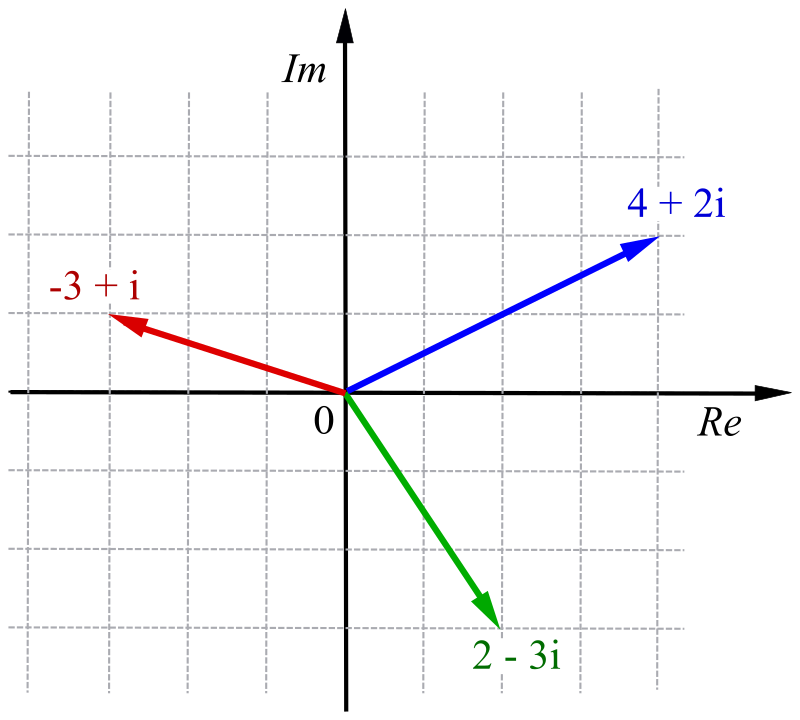
Arganddiagram. Varje komplext tal representeras av en realdel (Re) och en imaginärdel (Im)

Arganddiagram eller argandplan är en metod att geometriskt åskådliggöra
komplexa tal som punkter i ett koordinatsystem. Det komplexa talet c, bestående av realdelen a och imaginärdelen b
{\displaystyle c=a+\mathrm {i} \,b}
representeras av punkten (a, b) i ett koordinatsystem där a utgör koordinaten på x-axeln (den "reella axeln") och b koordinaten på y-axeln (den "imaginära axeln")
Arganddiagrammet har fått sitt namn efter den schweiziske amatör-matematikern Jean-Robert Argand som 1806 publicerade en bok där tekniken beskrevs. Redan 1799 hade dock den norsk-danske matematikern Caspar Wessel publicerat en avhandling som beskrev samma sak, och han är den som idag allmänt betraktas som upphovsmannen till metoden. Möjligheten att behandla komplexa tal med geometriska metoder beskrevs även ännu tidigare (1685) av den engelske vetenskapsmannen John Wallis i skriften De Algebra tractatus.